# Oeax triangularis
Oeax triangularis es una especie de escarabajo longicornio del género Oeax, subfamilia Lamiinae. Fue descrita científicamente por White en 1858.
Se distribuye por Camerún y Costa de Marfil. Posee una longitud corporal de 8,5-12 milímetros. El período de vuelo de esta especie ocurre en el mes de septiembre.